# Helan och Halvan som nygifta
Helan och Halvan som nygifta (engelska: That's My Wife) är en amerikansk komedifilm med Helan och Halvan från 1929 regisserad av Lloyd French.

## Handling
Helan kommer att få ärva en stor förmögenhet av sin farbror Bernal, under förutsättning att han är gift. Då hans fru lämnat honom måste Halvan därför klä ut sig till kvinna föreställande hustru till Helan.

## Om filmen
När filmen hade Sverigepremiär den 3 februari 1930 på biograferna Astoria och Metropol-Palais i Stockholm gick den under titeln Helan och Halvan som nygifta. En alternativ titel till filmen är Herr Helan och Fru Halvan (1971).
Filmen är en remake på stumfilmen Along Came Auntie från 1926 där  Oliver Hardy även medverkar.

## Rollista (i urval)
- Stan Laurel – Stan (Halvan)
- Oliver Hardy – Ollie (Helan)
- William Courtright – farbror Bernal
- Vivien Oakland – mrs. Hardy
- Charlie Hall – servitör
- Harry Bernard – servitör
- Sam Lufkin – servitör[2]